# Anthaxia eggeri
Anthaxia eggeri es una especie de escarabajo del género Anthaxia, familia Buprestidae. Fue descrita científicamente por Brandl en 2003.